# Арон Юхансон
Арон Югансон, (11 січня, 1860 в Рюсбю, Крунуберг, провінція Смоланд – 2 квітня, 1936, прихід Якобсен, Стокгольм) – шведський архітектор.

## Життєпис

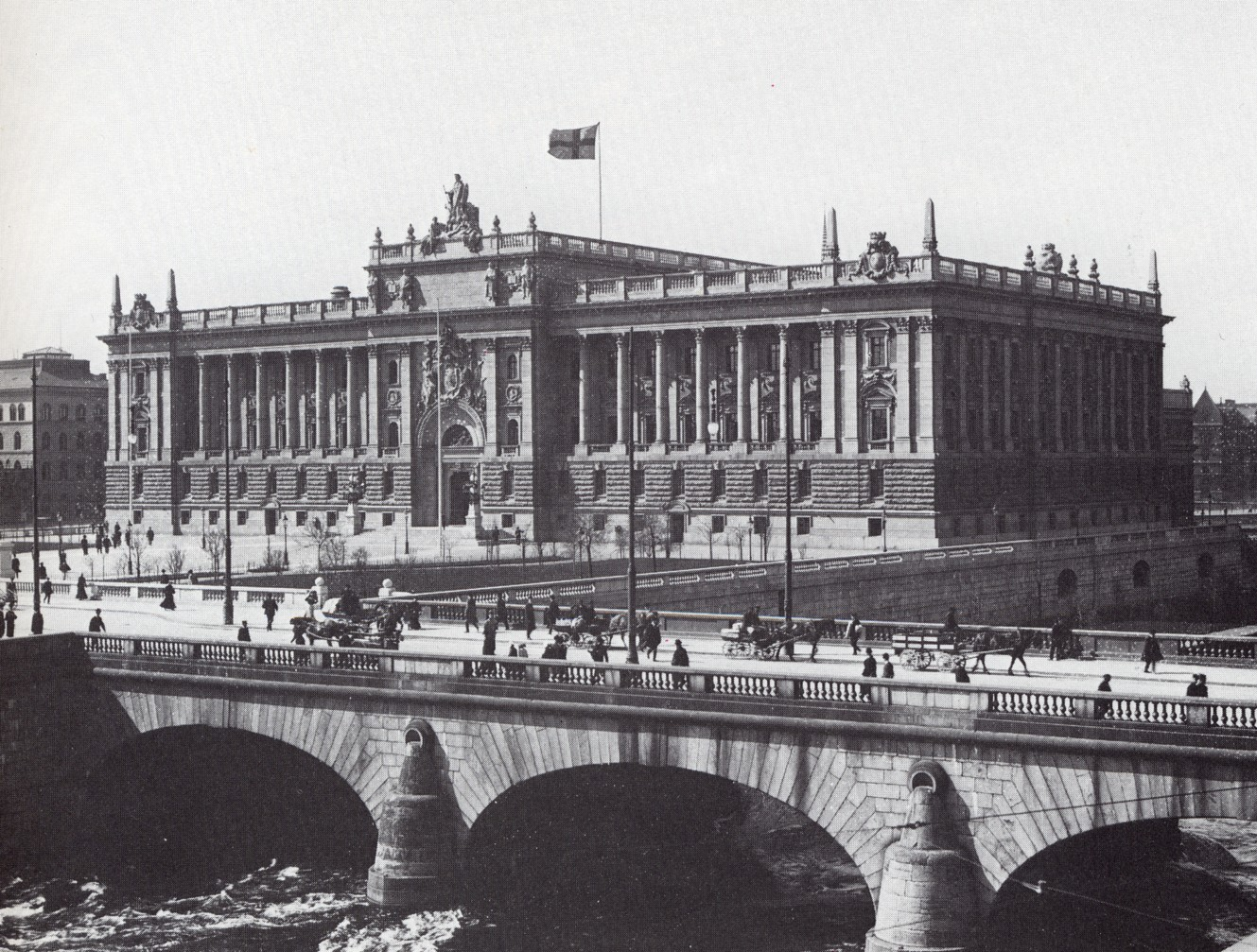
Будівля парламенту ШвеціїСтокгольмі, 1906

Батько Юган Свенсон, землероб, емігрував з дружиною в 1877 до Америки. Арон Югансон за підтримки окружного начальника Ю. Торнергелма, а після його смерті – відомого мецената Джеймса Діксона в Гетеборзі, пройшов навчання в початковій школі Ландскрона, в ремісничій школі Чалмерса (1876–1880) і Королівську академію вільних мистецтв (1881–1884), де отримав королівську медаль. З 1884 по 1889 здійснив закордонну навчальну поїздку до Німеччини, Франції, Іспанії та Італії, останні три роки як державний стипендіат. У 1890 Арон Югансон одружився з Кларою Герфордт, донькою канцлера Ф. Герфордта в Берліні. 
У 1884 Юганссон працював архітектором в Офісі суперінтенданта і в наступні десятиліття став одним з найбільш зайнятих архітекторів для офіційних завдань. 
З 1890 працював над стровенням проєктів будівель парламенту Швеції (Риксдагу) та Риксбанку на острові Гельгеандсгольмен, де Гельґо Зетервал спочатку найняв його як помічника, але завершував проєкти Арон Югансон. Riksdagshuset і Riksbanken були побудовані після Югансона за злегка зміненими кресленнями, і були оцінені по різному. В той час було вкрай важливо, щоб дві таких монументальних будівлі співіснували на невеликому острівці так близько до Стокгольмського замку. Креслення Югансона для будівель Риксдагу і Риксбанку були затверджені в 1894. Камінь у фундамент будівлі Риксдагу був закладений 13 травня 1897. Будівля парламенту була готова до використання 1905 р. Будівля банку була завершена в 1906 р.
Серед робіт Югансона – Стокгольмський ощадний банк, заснований у 1894 в районі Розенбад, із граніту та гладко оштукатуреної цегли в епоху флорентійського ренесансу, будівля ощадної каси в Євле (1900), із граніту та мармуру ), будівля банку "Stockholm-Övre Norrlands" в Лулео (1903), будівлі "Riksbank" в Кальмарі, "Gamla Riksbankshuset" у Карлстаді та "Gamla Riksbankshuset" в Еребру. Югансон також спроєктував будівлю уряду штату в Гернесанді в 1908 і нові будівлі для лікарні Данвікена у Фіннбоді в Нака того ж року. Перший проєкт останніх величних комплексів був зроблений ще в 1892, а будівлі були завершені Данвікшем у 1915. Югансон спроєктував телеграфні будинки в кількох містах, включаючи Стару телеграфну станцію, розташовану на Дротнінгатані в Норрчепінгу, побудовану в стилі модерн і національному романтичному стилі в 1909 – 1912 рр., далі будинок Телеграфверкета в Уппсалі на розі Бангордсгатана і Кунгсенгсгатана, побудований 1911 – 1917, а також у Лунді для тодішнього Телеграфверкета і так само "Lilla Torg" в Гальмстаді, побудований в 1924–1925 рр. Юганссон також розробив реконструкцію будівлі телеграфу в Стокгольмі та старої будівлі Риксдагу в Стокгольмі.
Архітектура Югансона зазвичай дуже монументальна в імітації стилів ренесансу та бароко. Арон Юганссон став членом Академії образотворчих мистецтв у 1906.

## Галерея

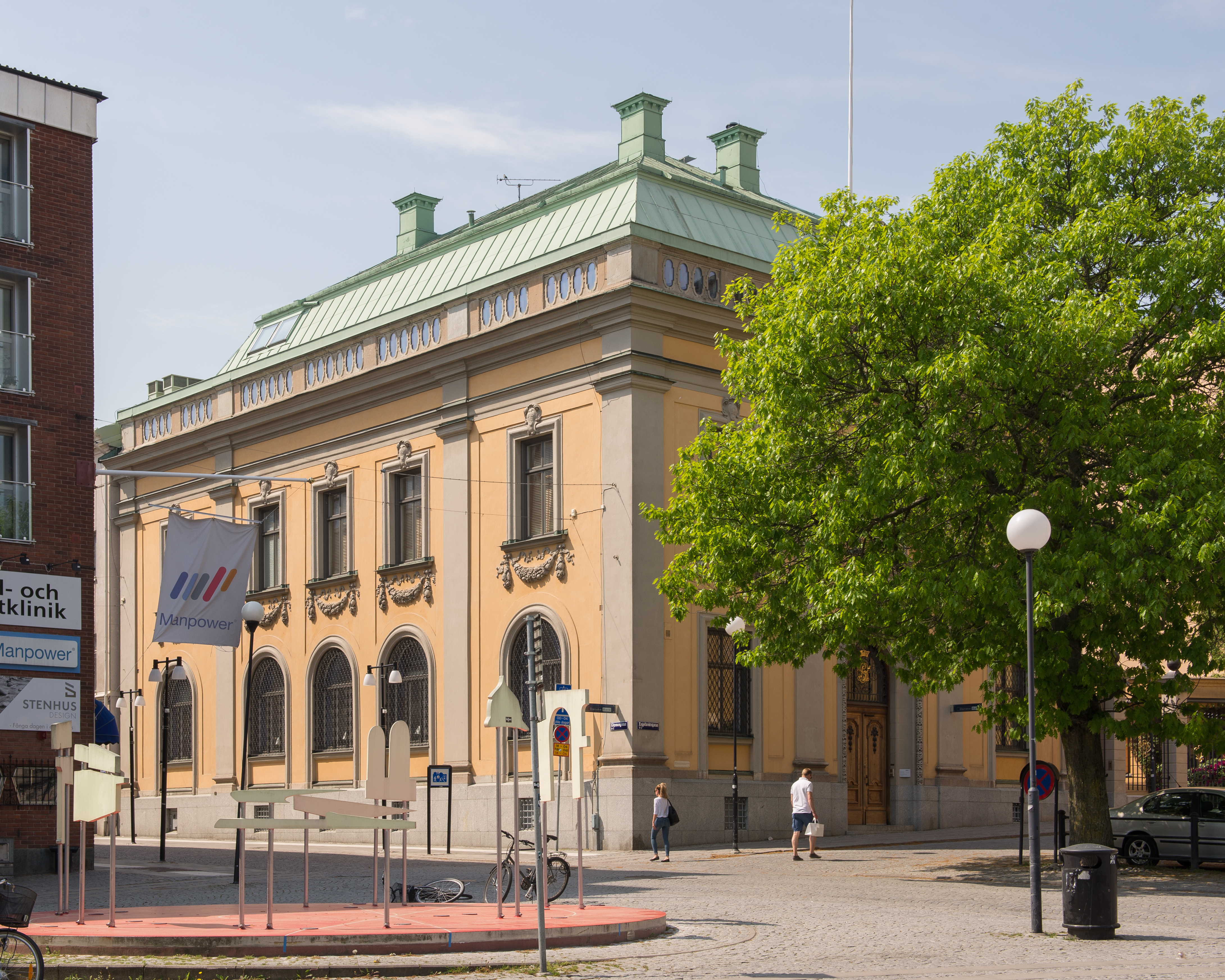
Риксбанк в Еребру
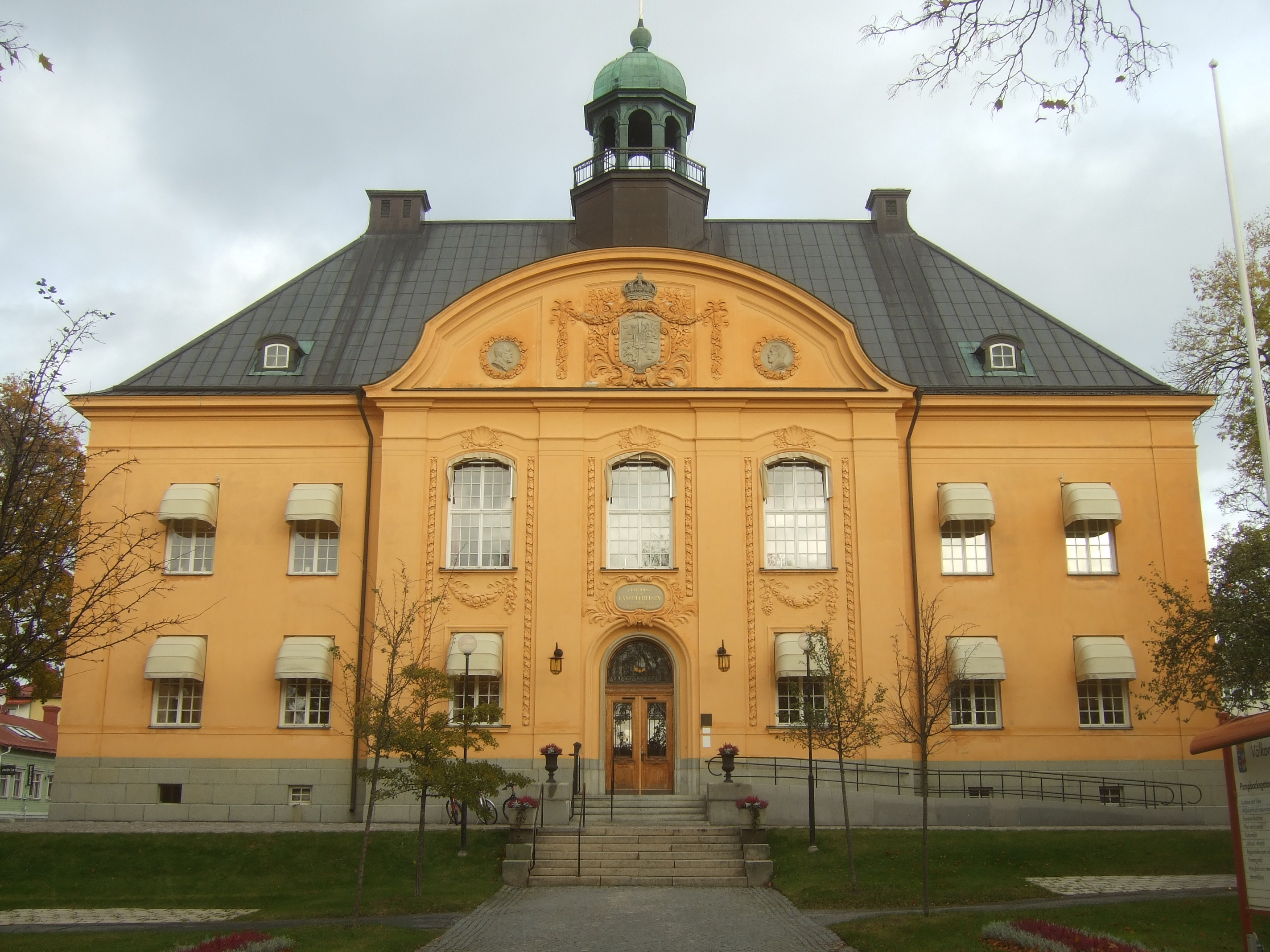
Landstatshuset в Härnösand
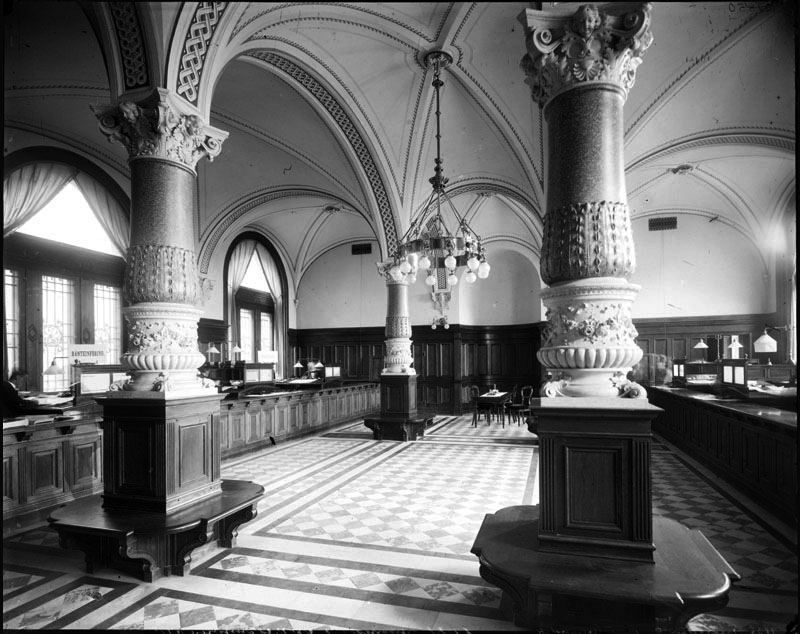
Стокгольмський міський ощадний банк
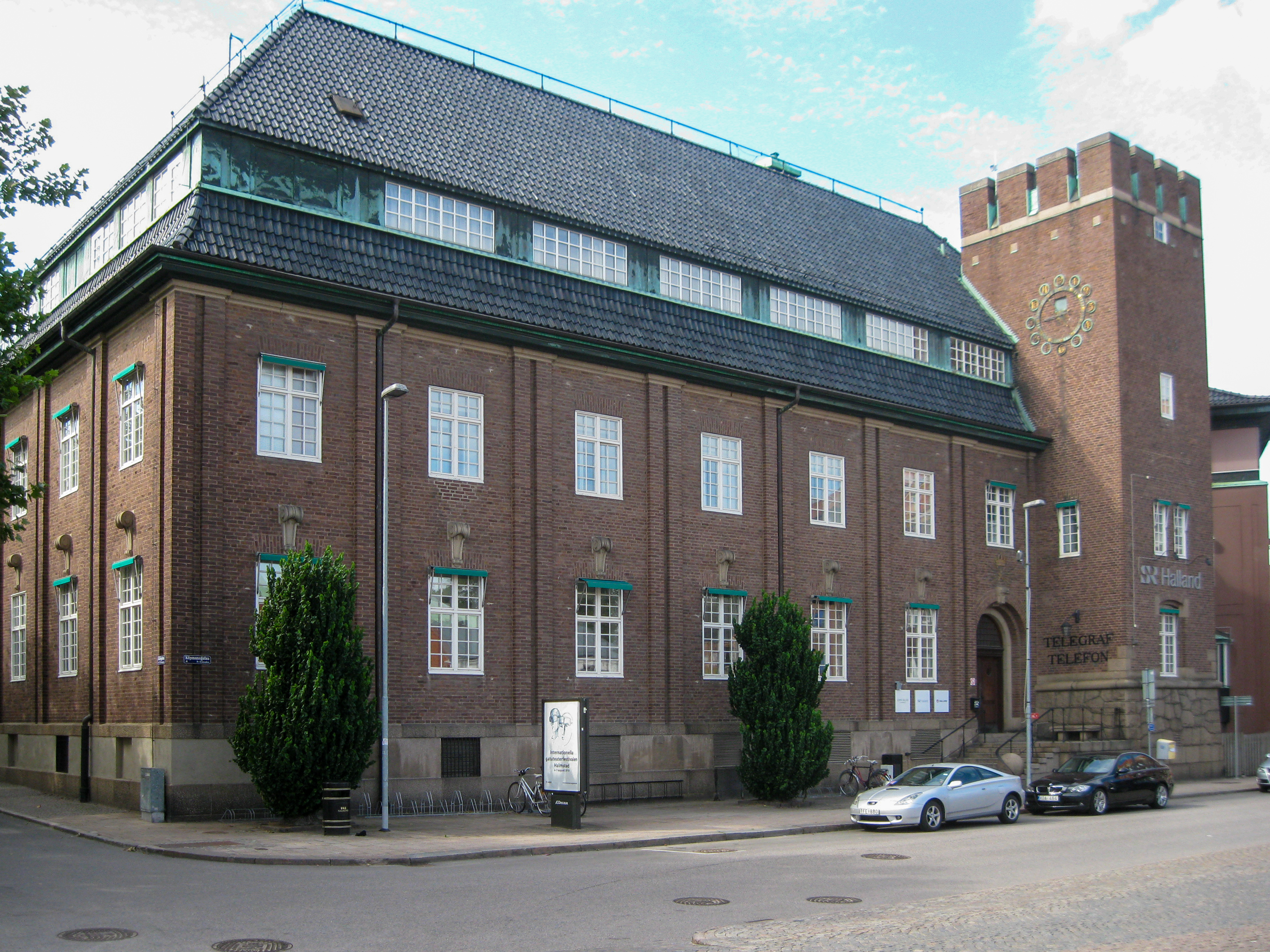
Телеграфверкет, Хальмстад
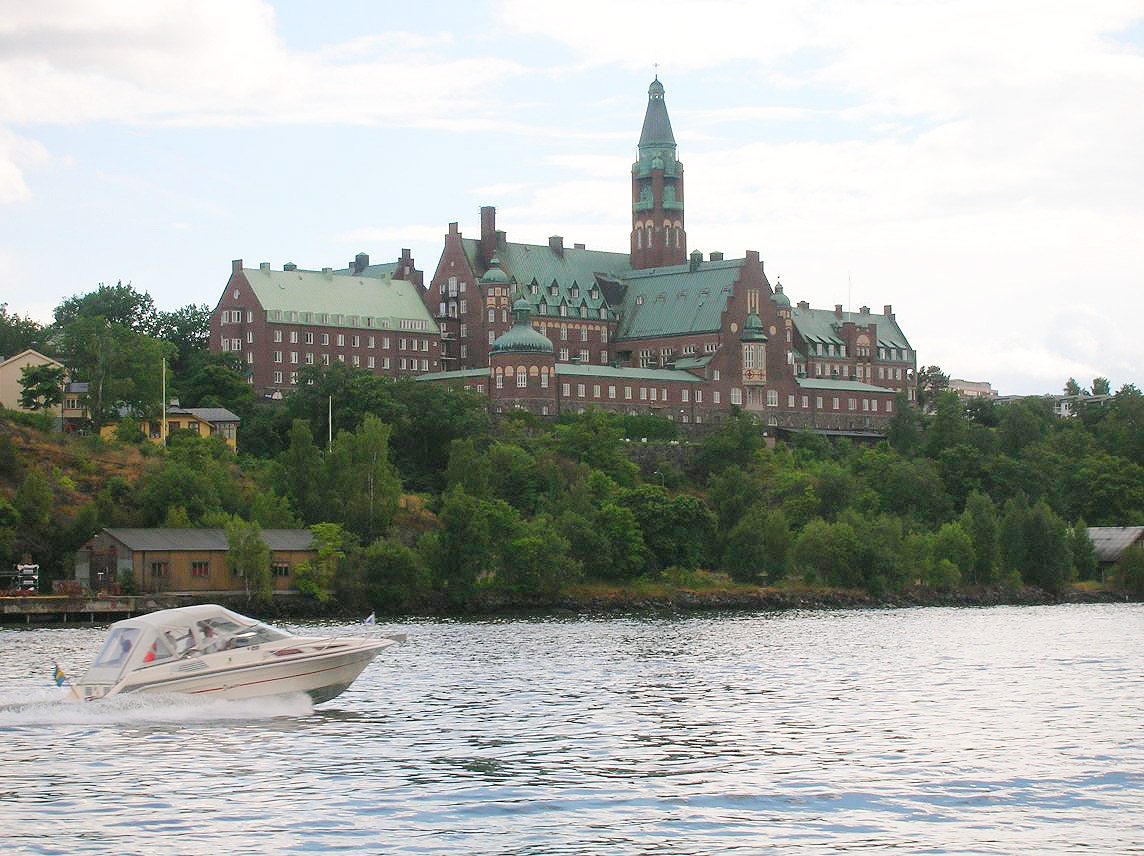
Данвікшем